# Christa Berndl
Christina Cäcilia Maximiliana Berndl (* 18. Januar 1932 in München; † 10. August 2017 ebenda) war eine deutsche Schauspielerin und Synchronsprecherin.

## Leben
Christa Berndl wurde als Tochter der Schauspielerin Christa Caporicci und des Gewichthebers Rudolf Ismayr (1932 Olympiasieger in Los Angeles) in München geboren, ihre Großtante war die Hofschauspielerin Emma Berndl, ihr Urgroßonkel somit Karl Berndl. Schon mit sechs Jahren stand sie das erste Mal auf der Bühne, mit acht bekam sie ihre erste Filmrolle in der dritten Verfilmung von Ludwig Anzengrubers Stück Der Meineidbauer. Als 13-Jährige spielte sie in Thornton Wilders Unsere kleine Stadt an den Münchner Kammerspielen und mit 14 Jahren am Bayerischen Staatsschauspiel, Theater im Brunnenhof (neben Curd Jürgens in der Titelrolle) die Luise in Ferenc Molnárs Liliom (Premiere 24. Juli 1946, Inszenierung Friedrich Ulmer). Im Alter von 15 Jahren trat sie zusammen mit Wolfgang Neuss in dessen Kabarett-Abenden auf und wurde als Partnerin von Hans-Reinhard Müller und Gerd Brüdern als Gretchen in Johann Wolfgang von Goethes Faust an das Junge Theater München engagiert.
Zusammen mit Maxl Graf wurde Christa Berndl 1947 für die damals neue Kinderhörfunkreihe Christa und Maxl bei Radio München ausgewählt, der sich zahlreiche Hörfunk- und Hörspielarbeiten anschlossen.
Es folgten Theater-Engagements unter anderen in Augsburg, Nürnberg, Kiel, Essen und Bochum und nahezu sämtlichen bedeutenden deutschsprachigen Schauspiel-Bühnen.
1971 spielte sie die Titelrolle in Koralle Meier von Martin Sperr. Am Hamburger Schauspielhaus war sie 1976 die Emilia in Peter Zadeks skandalumwitterter Aufführung von Shakespeares Othello. 1976 spielte sie – ebenfalls am Hamburger Schauspielhaus – die Hauptrolle in Rainer Werner Fassbinders Inszenierung des Stückes Frauen in New York nach Clare Boothe Luce. Die Inszenierung wurde von Fassbinder 1977 in gleicher Besetzung auch für das Fernsehen adaptiert.
In Ulrich Heisings Inszenierung von Friedrich Schillers Maria Stuart am Schauspielhaus Düsseldorf besetzte sie beide weiblichen Hauptrollen: sowohl die Maria Stuart als auch die Elisabeth, was großes Aufsehen erregte. Der Regisseur Luc Bondy inszenierte Christa Berndl gleich zweimal in der Rolle der Winnie in Samuel Becketts Glückliche Tage. 1980 am Schauspiel Köln sowie 1988 am Hamburger Schauspielhaus. Unter der Regie von Ingmar Bergman spielte sie 1985 die Elle Rentheim in Henrik Ibsens John Gabriel Borkman am Bayerischen Staatsschauspiel in München. In Bernhards Ein Fest für Boris spielte sie 1989 an der Freien Volksbühne Berlin unter der Regie von Ulrich Heising. 1995 stand sie als Martha in Edward Albees Wer hat Angst vor Virginia Woolf? gemeinsam mit Helmut Griem auf der Bühne der Münchner Kammerspiele. Gastspiele führten sie unter anderem ans Théâtre du Châtelet in Paris sowie an das Burgtheater in Wien.
Neben ihrer Karriere am Theater spielte Christa Berndl immer wieder in Fernsehproduktionen mit. So war sie zum Beispiel in den 1960er Jahren im Komödienstadel vielfach Partnerin von Maxl Graf. Es folgten zahlreiche weitere Film- und Fernsehauftritte, darunter in Die seltsamen Methoden des Franz Josef Wanninger, Tatort, Der Alte, Die wilden Fünfziger von Peter Zadek, Hab' ich nur deine Liebe von Peter Kern, Leni von Leo Hiemer und Leo von Vivian Naefe.
Des Weiteren machte sie sich aufgrund ihrer klassischen Gesangsausbildung einen Namen als singende Schauspielerin, unter anderen in der Titelrolle in Jérôme Savarys gefeierter Inszenierung der Operette La Périchole von Jacques Offenbach am Hamburger Schauspielhaus, sowie zahlreichen eigenen Liederabenden, welche überwiegend in Zusammenarbeit mit Joachim Kuntzsch entstanden.
Seit 1995 war Christa Berndl Mitglied der Bayerischen Akademie der Schönen Künste. Sie war bis zu dessen Tod mit dem Regisseur Ulrich Heising verheiratet. Christa Berndl starb im Alter von 85 Jahren und wurde auf dem Münchner Waldfriedhof Solln, neben ihrem Ehemann, beigesetzt.

## Auszeichnungen
- 1972 wurde Christa Berndl von Theater heute zur Schauspielerin des Jahres gewählt.
- 1981 Ludwig-Thoma-Medaille der Stadt München.
- 1985 erhielt sie den Preis des Vereins der Freunde des Bayerischen Staatsschauspiels.
- Für ihre Rolle der Fanny in Der Stiefel und sein Socken von Herbert Achternbusch erhielt sie 1994 den Gertrud-Eysoldt-Ring der Deutschen Akademie der Darstellenden Künste.
- Am 20. Juni 2001 wurde Christa Berndl durch den Bayerischen Ministerpräsidenten Edmund Stoiber der Bayerische Verdienstorden verliehen.

## Theater
- 1947: Junges Theater München (Bayerisches Staatsschauspiel)
- 1948: Neues Theater Stuttgart
- 1949–1951: Städtische Bühnen Augsburg
- 1952–1953: Städtische Bühnen Kiel
- 1955–1957: Städtische Bühnen Nürnberg
- 1957–1958: Schauspielhaus Bochum
- 1958–1961: Städtische Bühnen Nürnberg
- 1962–1970: Münchner Kammerspiele
- 1971–1980: Deutsches Schauspielhaus in Hamburg
- seit 1980:  Freie Volksbühne Berlin, Düsseldorfer Schauspielhaus, Städtische Bühnen Köln, Ruhrfestspiele Recklinghausen
- 1983–1986: Bayerisches Staatsschauspiel München
- 1987–1994: Deutsches Schauspielhaus Hamburg
- 1994: Salzburger Festspiele
- 1994–2006: Münchner Kammerspiele
- 2002: Schauspielhaus Zürich

## Filmografie

### Film
- 1944: Der kleine Muck
- 1944/49: Dreimal Komödie
- 1948: Die kupferne Hochzeit
- 1968: Der Tod des Handlungsreisenden
- 1983: Die wilden Fünfziger
- 1986: Die Reise
- 1989: Hab’ ich nur Deine Liebe
- 1993: Leni
- 1994: Auf Wiedersehen Amerika
- 1996: Doktor Knock

### Fernsehen
- 1961: Der Komödienstadel: Die drei Eisbären (als Maralen)
- 1962: Der Komödienstadel: Das Dienstjubiläum (Lina)
- 1962: Der Komödienstadel: Graf Schorschi (als Bertl Schrumm)
- 1962: Der Wittiber von Ludwig Thoma
- 1963: Der Komödienstadel: Der Schusternazl (als Anni Stanglmayer)
- 1965: Die seltsamen Methoden des Franz Josef Wanninger: Der Kunstfreund
- 1965: Das Kriminalmuseum (Fernsehserie) – Der Ring
- 1965: Die fünfte Kolonne (Fernsehserie) – Tivoli
- 1965: Der Komödienstadel: Die Stadterhebung (als Martina Habermeier)
- 1969: Der Komödienstadel: Witwen (als Gabriele Warmbüchler)
- 1970: Tage der Rache mit Peer Schmidt und Günter Strack
- 1971: Birnbaum und Hollerstauden (Ausstrahlung 25. Dezember 1971), (als „die Schmiedin“)
- 1971: Napoleon und Joghurt mit Günther Ungeheuer und Peter Pasetti
- 1971: Aufstiegschancen von Thomas Fantl
- 1973: Tatort: Platzverweis für Trimmel (Fernsehreihe), mit Walter Richter
- 1974: Lehmanns Erzählung mit Otto Sander
- 1977: Frauen in New York von Rainer Werner Fassbinder
- 1981/1982: Flüchtige Bekanntschaften von Marianne Lüdcke
- 1982: Der Alte – Tote Lumpen jagt man nicht
- 1989: Das geregelte Leben der Gertie H.
- 1991: Ich schenk’ Dir die Sterne… mit Ottfried Fischer
- 1992: Hamburger Gift mit Josef Bierbichler
- 2000: Altweibersommer
- 2003: Hinterlassenschaften mit Fred Stillkrauth
- 2006: Leo mit Matthias Brandt und Elmar Wepper
- Gastauftritte unter anderem im Komödienstadel und in Café Meineid, Tatort, Der Alte, Polizeiinspektion 1

## Synchronisation
Als Synchronsprecherin lieh sie ihre Stimme u. a. Bibi Andersson (Duell in Diabolo), Julie Harris (Columbo: Wein ist dicker als Blut), Angela Lansbury (Die tollkühne Hexe in ihrem fliegenden Bett), Vanessa Redgrave (Camelot – Am Hofe König Arthurs), Liv Ullmann (Passion) und Loretta Long (Susanne) aus der Sesamstraße von 1973 bis 1975.

## Hörspiele (Auswahl)
- 1969: Dylan Thomas: Unter dem Milchwald (Rosie Probert) – Regie: Raoul Wolfgang Schnell (BR/WDR)
- 1977: Günter Eich, Ilse Aichinger: Der letzte Tag von Lissabon (Isabell) – Regie: Hans Rosenhauer (NDR)
- 1990: Ingmar Bergman: Eine Seelenangelegenheit – Regie: Ulrich Heising
- 1991: Karl Günther Hufnagel: Hommage an unsere alte Lady – Regie: Ulrich Heising (Hörspiel – SFB)
- 2000: Kerstin Specht: Der Flieger – Regie: FM Einheit/Kerstin Specht (Hörspiel – BR)